# المرأة في بنما
المرأة في بنما هي المرأة التي تعيش في أو من بنما.
المرأة البنمية، تقليدياً، هي من أصل لاتيني ويتم التعامل معها على قدر المساواة مع الرجل، مع «مراعاة الأحترام».

## ثقافة بنما
، وتعتبر النساء الشابات في بنما، ولا سيما ألعازبات كأشخاص ذو «وضع رمزي عالي جدا»، بما في ذلك مَنحهنَّ أدواراً كما في كرنفال كوينز. وأحد الأمثلة على هذا النوع من تبجيل اليافعات هو احتفال إينا سويد من قبل هنود الكونا، وهو احتفال لمدة ثلاثة أيام لمراهقات بلغن سن الرشد.
بعض النساء البنميات ذوات مناصب عالية في مجال المهن والتعليم والخدمات الحكومية.
لبنما رئيسة أنثى كقائدة وطنية، هي ميريا موسكوسو، والتي هي أول رئيسة إنثى لبنما، والتي ترأست 1999-2004.
ويقدر معدل الإلمام بالقراءة والكتابة (اعتبارا من 2015)  94.4٪ للإناث و 95.7٪ للذكور (15 سنة فأكثر).

## الحياة العائلية
من القواسم المشتركة مع بلدان أمريكا اللاتينية الأخرى، المعاشرة. وهي اليوم شائعة جدا في بنما، ويولد معظم الأطفال من نساء غير متزوجات: في الالفينات، كانت 58,5٪ من الولادات لأمهات من المعاشرة، 24,4٪ للأمهات متزوجات، و 17 ، 1٪ للأمهات عازبات (لا يعشن مع شريك).
ولكن على عكس دول أخرى في المنطقة، كانت الولادة خارج إطار الزواج هي السائدة لعقود: في السبعينيات 30,4 ٪ فقط هم الذين ولدوا من الزواج. معدل الخصوبة الكلي (TFR) هو 2.38/الأطفال الذين يولدون لكل امرأة (اعتبارا من 2014).

## العنف المنزلي
العنف الأسري مشكلة في البلاد.سنت بنما القانون رقم.38 لسنة 2001 ضد العنف المنزلي. في عام 2013، سنت الدولة القانون رقم.82 - ومن أبرز نقاطه، قتل النساء والعنف ضد المرأة,  قانون شامل لمناهضة العنف ضد المرأة.